# Craig Beach (Ohio)
Pour les articles homonymes, voir Craig Beach.
Craig Beach est un village américain situé dans le comté de Mahoning, dans l'Ohio. Selon le recensement de 2010, sa population est de 1 180 habitants.